# Pedro Alexandrino (Bocaina)
Pedro Alexandrino é um povoado (aglomerado rural) do município brasileiro de Bocaina, no interior do estado de São Paulo.

## História

### Origem
O povoado se desenvolveu ao redor da estação ferroviária Pedro Alexandrino, inaugurada pela Companhia Estrada de Ferro do Dourado em 02/06/1910.

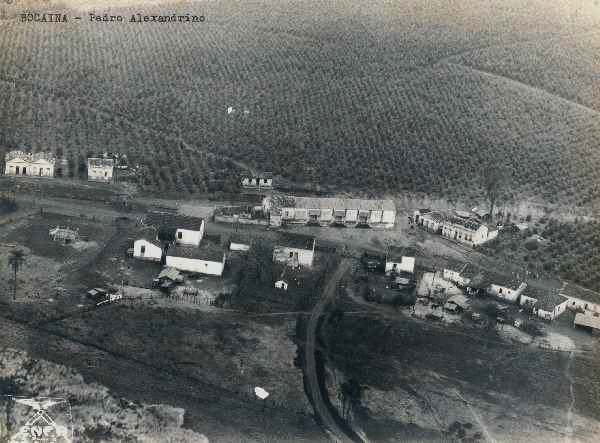
Vista aérea (1939).

O nome da estação foi uma homenagem dada pela ferrovia a um de seus diretores, Pedro Alexandrino de Carvalho, que era chefe político da região e dono da Fazenda Estrela, na cidade de Bocaina.

## Geografia

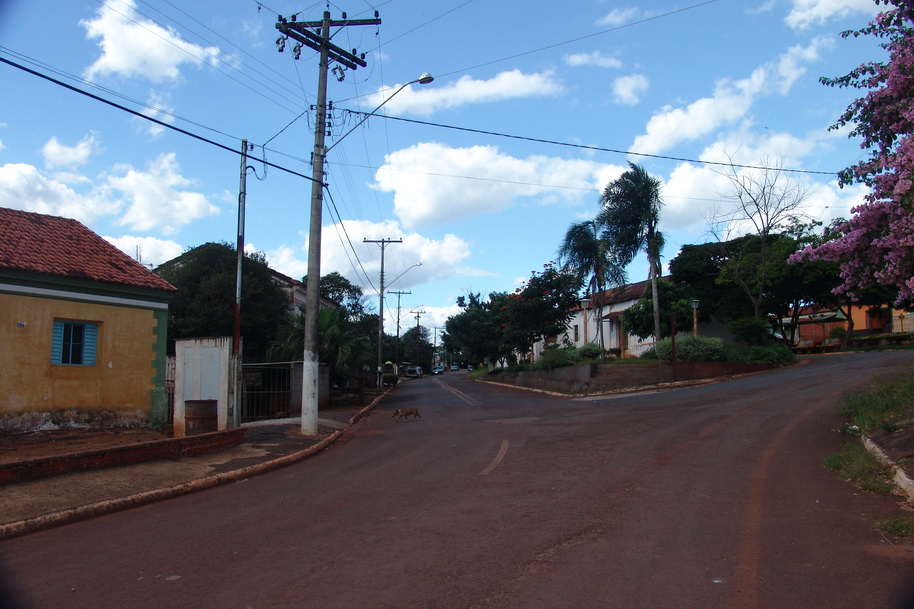
Aspecto local.

### Demografia

#### População urbana
| Crescimento população urbana | Crescimento população urbana | Crescimento população urbana | Crescimento população urbana |
| Censo                        | Pop.                         |                              | %±                           |
| ---------------------------- | ---------------------------- | ---------------------------- | ---------------------------- |
| 2010                         | 344                          |                              | —                            |
| Fonte: IBGE e Fundação SEADE |                              |                              |                              |

Até o Censo 2010 (IBGE) Pedro Alexandrino era classificado pelo IBGE como aglomerado rural.

### Rodovias
O principal acesso ao povoado é a Rodovia Comandante João Ribeiro de Barros (SP-255).

## Serviços públicos

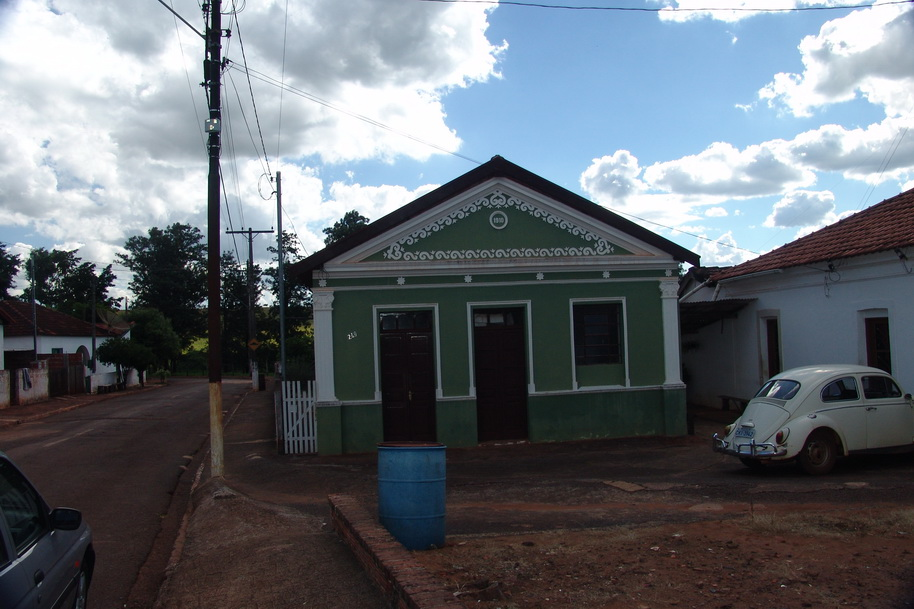
Aspecto local.

### Saneamento
O serviço de abastecimento de água é feito pela Companhia de Saneamento Básico do Estado de São Paulo (SABESP).

### Energia
A responsável pelo abastecimento de energia elétrica é a CPFL Paulista, distribuidora do grupo CPFL Energia.

## Atividades econômicas

### Usina de açúcar e álcool
Próxima ao povoado está instalada a Usina Santa Cândida, atualmente do Grupo Cosan/Raízen. A usina possui capacidade de moagem de cana-de-açúcar de aproximadamente 3,2 milhões de toneladas por safra, e tem capacidade de produção de 123 milhões de litros de etanol ao ano e de 221 mil toneladas de açúcar.

## Religião
O Cristianismo se faz presente no povoado da seguinte forma:

### Igreja Católica
- A igreja faz parte da Diocese de Jaú[13].